# Jean Ratelle
Joseph Gilbert Yvon "Jean" Ratelle (* 3. října 1940) je bývalý kanadský hokejový útočník, který hrával v National Hockey League za New York Rangers a Boston Bruins. U příležitosti 100. výročí NHL byl v lednu 2017 vybrán jako jeden ze sta nejlepších hráčů historie ligy.

## Hráčská kariéra
V NHL začal hrát v sezóně 1960/1961, předtím jako junior působil v Guelph Royals v OHA. Jeho kariéra málem skončila již ve 23 letech, když utrpěl úraz páteře a byl nucen podstoupit chirurgický zákrok. Uzdravil se však a vrátil do sestavy Rangers. Největší úspěchy zažíval v letech 1963 až 1975. Se spoluhráči Vicem Hadfieldem a Rodem Gilbertem vytvořil slavný útok zvaný "GAG line" (Goal A Game). Na přelomu šedesátých a sedmdesátých let se šestkrát v řadě stal nejproduktivnějším hráčem klubu. Největší zápis v individuálních statistikách zaznamenal v roce 1972, kdy soutěžil s Philem Espositem o střelecký primát, než jej zastavilo zranění. Přestože vynechal 15 utkání, připsal si v sezóně výborných 109 bodů. Tento výkon zůstal klubovým rekordem až do roku 2006, kdy jej překonal Jaromír Jágr. V listopadu 1975 byl uprostřed rozehrané sezóny senzačně vyměněn do Bostonu se spoluhráči Bradem Parkem a Joe Zanussim mimo jiné za Phila Esposita. Byla to nakonec jeho druhá sezóna, v niž překonal hranici sta bodů. V Bostonu odehrál ještě několik let, než v roce 1981 ukončil kariéru. Stanley Cup nikdy nezískal. Byl znám jako hráč vyznávající fair play, za což byl dvakrát oceněn Lady Byng Memorial Trophy.
V roce 1972 si zahrál v dresu Kanady proti Sovětskému svazu v rámci Série století.

## Úspěchy a ocenění
- Bill Masterton Trophy – 1971
- Lady Byng Memorial Trophy – 1972, 1976
- Lester B. Pearson Award – 1972
- člen druhého All-Star Team NHL – 1972
- člen Hokejové síně slávy – od roku 1985

## Klubové rekordy
- nejvíce kanadských bodů v sezóně – 109 (v New York Rangers, překonán v roce 2006)

## Prvenství
- Debut v NHL – 4. března 1961 (Toronto Maple Leafs proti New York Rangers)
- První asistence v NHL – 4. března 1961 (Toronto Maple Leafs proti New York Rangers)
- První gól v NHL – 4. března 1961 (Toronto Maple Leafs proti New York Rangers, kanadskému brankáři Cesare Maniago)
- První hattrick v NHL – 7. ledna 1968 (New York Rangers proti Toronto Maple Leafs)

## Klubová statistika
| Sezóna     | Klub               | Soutěž     |      | Základní část | Základní část | Základní část | Základní část | Základní část |    | Play off | Play off | Play off | Play off | Play off |
| Sezóna     | Klub               | Soutěž     | Z    | G             | A             | B             | TM            | Z             | G  | A        | B        | TM       |          |          |
| 1958–59    | Guelph Biltmores   | OHA        | 54   | 20            | 31            | 51            | 11            | 10            | 5  | 4        | 9        | 2        |          |          |
| 1959–60    | Guelph Biltmores   | OHA        | 48   | 39            | 47            | 86            | 15            | 5             | 3  | 5        | 8        | 4        |          |          |
| 1960–61    | Guelph Royals      | OHA        | 47   | 40            | 61            | 101           | 10            | 14            | 6  | 11       | 17       | 6        |          |          |
| 1960–61    | New York Rangers   | NHL        | 3    | 2             | 1             | 3             | 0             | —             | —  | —        | —        | —        |          |          |
| 1961–62    | New York Rangers   | NHL        | 31   | 4             | 8             | 12            | 4             | —             | —  | —        | —        | —        |          |          |
| 1962–63    | New York Rangers   | NHL        | 48   | 11            | 9             | 20            | 8             | —             | —  | —        | —        | —        |          |          |
| 1962–63    | Baltimore Clippers | AHL        | 20   | 11            | 8             | 19            | 0             | 3             | 0  | 0        | 0        | 0        |          |          |
| 1963–64    | New York Rangers   | NHL        | 15   | 0             | 7             | 7             | 6             | —             | —  | —        | —        | —        |          |          |
| 1963–64    | Baltimore Clippers | AHL        | 57   | 20            | 26            | 46            | 2             | —             | —  | —        | —        | —        |          |          |
| 1964–65    | New York Rangers   | NHL        | 54   | 14            | 21            | 35            | 14            | —             | —  | —        | —        | —        |          |          |
| 1964–65    | Baltimore Clippers | AHL        | 8    | 9             | 4             | 13            | 6             | —             | —  | —        | —        | —        |          |          |
| 1965–66    | New York Rangers   | NHL        | 67   | 21            | 30            | 51            | 10            | —             | —  | —        | —        | —        |          |          |
| 1966–67    | New York Rangers   | NHL        | 41   | 6             | 5             | 11            | 4             | 4             | 0  | 0        | 0        | 2        |          |          |
| 1967–68    | New York Rangers   | NHL        | 74   | 32            | 46            | 78            | 18            | 6             | 0  | 4        | 4        | 2        |          |          |
| 1968–69    | New York Rangers   | NHL        | 75   | 32            | 46            | 78            | 26            | 4             | 1  | 0        | 1        | 0        |          |          |
| 1969–70    | New York Rangers   | NHL        | 75   | 32            | 42            | 74            | 28            | 6             | 1  | 3        | 4        | 0        |          |          |
| 1970–71    | New York Rangers   | NHL        | 78   | 26            | 46            | 72            | 14            | 13            | 2  | 9        | 11       | 8        |          |          |
| 1971–72    | New York Rangers   | NHL        | 63   | 46            | 63            | 109           | 4             | 6             | 0  | 1        | 1        | 0        |          |          |
| 1972–73    | New York Rangers   | NHL        | 78   | 41            | 53            | 94            | 12            | 10            | 2  | 7        | 9        | 0        |          |          |
| 1973–74    | New York Rangers   | NHL        | 68   | 28            | 39            | 67            | 16            | 13            | 2  | 4        | 6        | 0        |          |          |
| 1974–75    | New York Rangers   | NHL        | 79   | 36            | 55            | 91            | 26            | 3             | 1  | 5        | 6        | 5        |          |          |
| 1975–76    | New York Rangers   | NHL        | 13   | 5             | 10            | 15            | 2             | —             | —  | —        | —        | —        |          |          |
| 1975–76    | Boston Bruins      | NHL        | 67   | 31            | 59            | 90            | 16            | 12            | 8  | 8        | 16       | 4        |          |          |
| 1976–77    | Boston Bruins      | NHL        | 78   | 33            | 61            | 94            | 22            | 14            | 5  | 12       | 17       | 4        |          |          |
| 1977–78    | Boston Bruins      | NHL        | 80   | 25            | 59            | 84            | 10            | 15            | 3  | 7        | 10       | 0        |          |          |
| 1978–79    | Boston Bruins      | NHL        | 80   | 27            | 45            | 72            | 12            | 11            | 7  | 6        | 13       | 2        |          |          |
| 1979–80    | Boston Bruins      | NHL        | 67   | 28            | 45            | 73            | 8             | 3             | 0  | 0        | 0        | 0        |          |          |
| 1980–81    | Boston Bruins      | NHL        | 47   | 11            | 26            | 37            | 16            | 3             | 0  | 0        | 0        | 0        |          |          |
| NHL celkem | NHL celkem         | NHL celkem | 1281 | 491           | 776           | 1267          | 276           | 123           | 32 | 66       | 98       | 24       |          |          |

## Reprezentace
| Rok                       | Tým                       | Soutěž                    | Z | G | A | B | TM |
| ------------------------- | ------------------------- | ------------------------- | - | - | - | - | -- |
| 1972                      | Kanada                    | SS                        | 6 | 1 | 3 | 4 | 0  |
| Seniorská kariéra celkově | Seniorská kariéra celkově | Seniorská kariéra celkově | 6 | 1 | 3 | 4 | 0  |